# Rufino Lecca
Rufino Lecca (Callao, Perú, 16 de noviembre de 1920) fue un futbolista peruano que jugaba como mediocampista y jugó por clubes del Perú y México.

## Trayectoria
Se inició en el club Telmo Carbajo del Callao. En 1942 pasó al Sport Boys donde logró el título del Campeonato Peruano de ese año. Luego viajó a México a jugar por los Tiburones Rojos de Veracruz (fue campeón del torneo de Primera 1945/1946) retornando al Sport Boys en 1946 por seis meses.
De regreso en Veracruz logró un título de la Copa México (1947/1948) y un nuevo campeonato de Primera División (torneo 1949/1950). Se retiró en el Tampico después de ganar con este club el torneo de 1952/1953 y el trofeo Campeón de Campeones 1953.
Durante su carrera jugó como mediocentro y se destacó por su precisión para rematar los penales. Fue hermano mayor de Juan, Abelardo y Nicolás Lecca, también futbolistas de los años 1940 y 1950.

## Clubes
| Club          | País   | Año       |
| ------------- | ------ | --------- |
| Telmo Carbajo | Perú   | 1939-1941 |
| Sport Boys    | Perú   | 1942-1945 |
| Veracruz      | México | 1945-1946 |
| Sport Boys    | Perú   | 1946      |
| Veracruz      | México | 1947-1951 |
| Tampico       | México | 1952-1953 |

## Palmarés

### Campeonatos nacionales
| Título               | Club       | País   | Año       |
| -------------------- | ---------- | ------ | --------- |
| Liga Peruana         | Sport Boys | Perú   | 1942      |
| Liga MX              | Veracruz   | México | 1945/1946 |
| Copa México          | Veracruz   | México | 1947/48   |
| Liga MX              | Veracruz   | México | 1949/1950 |
| Liga MX              | Tampico    | México | 1952/1953 |
| Campeón de Campeones | Tampico    | México | 1953      |